# Paolo Martinelli
Paolo Martinelli O.F.M.Cap. (Milão, 22 de outubro de 1958) é um bispo católico italiano vigário apostólico da Arábia Meridional.

## Biografia
Nasceu em Milão, capital da província e sede arquiepiscopal, a 22 de outubro de 1958. Frequentou as paróquias de Santa Maria de Lourdes e da Santíssima Trindade.

### Formação e ministério sacerdotal
Depois de se formar em agricultura, em 25 de setembro de 1978 entrou na província de San Carlo, na Lombardia, da Ordem dos Frades Menores Capuchinhos, em 8 de setembro de 1980 emitiu os votos simples, enquanto em 23 de dezembro de 1985 fez a profissão perpétua em Cerro Maggiore.
Concluiu os estudos teológicos na capital lombarda no estudo teológico de San Francesco d'Assisi, vinculado à Pontifícia Universidade Antonianum, de 1980 a 1985.
Em 7 de setembro de 1985 foi ordenado sacerdote pelo bispo Renato Corti. Depois da ordenação, é vigário pastoral da Fundação Instituto da Sagrada Família de Cesano Boscone.
De 1988 a 1993 frequentou a Pontifícia Universidade Gregoriana de Roma, onde obteve a licenciatura em teologia em 1990 e o doutoramento em teologia fundamental em 1993; ele também ministrou seminários e cursos na mesma universidade.
A partir de 2002, foi membro do conselho de presidência da Conferência Italiana dos Superiores Maiores, enquanto em 2003 foi nomeado professor extraordinário do Instituto Franciscano de Espiritualidade, do qual se tornou presidente em 2004. Participou das assembleias gerais do Sínodo dos Bispos em 2005, 2008, 2010 e 2012. Em 2006 se tornou consultor da Congregação para os Institutos de Vida Consagrada e Sociedades de Vida Apostólica, sendo nomeado em 2009 conselheiro do secretariado do Sínodo dos Bispos. Em 2010, tornou-se professor titular de teologia dos estados de vida na Pontifícia Universidade Antonianum. Em 2012 se tornou consultor da Congregação para a Doutrina da Fé.

### Ministério episcopal
Em 24 de maio de 2014, o Papa Francisco o nomeou bispo auxiliar de Milão e bispo titular de Musti di Numidia. No dia 28 de junho seguinte recebeu a ordenação episcopal, na Catedral de Milão, com os bispos Franco Maria Giuseppe Agnesi e Pedro Antonio Tremolada, do cardeal Angelo Scola, os co-consagradores cardeal Dionigi Tettamanzi e o bispo Mario Enrico Delpini.
No dia 21 de setembro seguinte, o cardeal Scola nomeou-o vigário episcopal para a vida consagrada masculina, institutos seculares e novas formas de vida consagrada.
Dom Paolo ocupou os cargos de delegado para a vida consagrada e delegado para a pastoral da saúde na Conferência Episcopal Lombardia. Na Conferência Episcopal Italiana, foi membro da Comissão Episcopal para a Liturgia, de 2015 a 2021, presidente da Comissão Episcopal para o Clero e Vida Consagrada, de 26 de maio de 2021, e presidente da Comissão Mista para Bispos-religiosos-institutos seculares.
Em 1 de maio de 2022, o Papa Francisco nomeou Mons. Paolo Martinelli como vigário apostólico da Arábia Meridional. Sua instalação na Catedral de São José em Abu Dhabi aconteceu em 2 de julho.

O Papa Leão XIV o nomeou em 3 de julho de 2025 como membro do Dicastério para o Diálogo Inter-religioso.